# ヨハン・ヤンセン
ヨハン・ヤンセン（Johan Jansen, 1989年2月7日 - ）は、オランダ・ヘルダーラント州バルネフェルト市テルスフール出身のサッカー選手。GVVV所属。ポジションはゴールキーパー。

## 経歴
2007-08シーズンにNACブレダでプロデビューを果たした。2010-11シーズン限りでアルメレ・シティFCを退団し、トップクラッセのGVVVに加入した。